# Козел, Василий Павлович
Василий Павлович Козел (31 июля (12 августа) 1890 года, деревня Клепчаны, Слуцкий уезд — 7 ноября 1980 год) — председатель колхоза «1 Мая» Слуцкого района, Герой Социалистического Труда.

## Биография
С 1929 по 1932 год — председатель колхоза «Комбайн», с 1932 по 1937 год — колхоза «1 Мая».
В 1937—1939 зав отделом животноводства Слуцкого райзо. В 1939—1941 управляющий конторой «Заготскот».
После начала Великой Отечественной войны — в эвакуации, работал в Саратовской области председателем колхоза «15 лет ОГПУ». В 1944—1946 управляющий Витебской областной конторой «Заготскот»
В 1946 году вернулся в Слуцк, работал зав. сельхозотделом райисполкома.
С 1949 по 1968 год председатель колхоза «1 Мая» — крупнейшего сельхозпредприятия Слуцкого района (более 2300 трудоспособных колхозников).
За успехи, достигнутые в развитии сельскохозяйственного производства, в 1958 году награждён орденом Ленина.
Указом Президиума Верховного Совета СССР от 30 апреля 1966 года за получение высоких урожаев льна удостоен звания Героя Социалистического Труда.
С 1968 года на пенсии.
Умер 7 ноября 1980 года.